# Dennis Wolf
Dennis Wolf (ur. 30 października 1978 w Tokmok w Kirgistanie) jest profesjonalnym niemieckim kulturystą, członkiem federacji International Federation of Bodybuilding & Fitness (IFBB).

## Kariera
W zawodach kulturystycznych debiutował w latach 90. Pierwszym znaczącym sukcesem sportowca było zwycięstwo podczas Grand Prix Belgii w 2002. W 2005 Wolf zajął pierwsze miejsca podczas mistrzostw Niemiec oraz Światowych Mistrzostw w Kulturystyce Amatorskiej, obu organizowanych przez IFBB. W 2006 debiutował w prestiżowym konkursie Mr. Olympia, w którym startował następnie co roku aż do 2011. Najlepsza lokata, na jakiej uplasował się w Mr. Olympia, to trzecie miejsce w 2013. Wolf jest zwycięzcą zawodów IFBB WM-Qualifikation 2005, Keystone Pro 2007 oraz Australia Grand Prix 2011. W 2011 objął drugą pozycję na Arnold Classic. Występuje w kategorii wagowej ciężkiej.

## Osiągnięcia profesjonalne
- 2006 Mr. Olympia - 16. miejsce
- 2006 Grand Prix Spain - 3. miejsce
- 2006 Montreal Pro Championships - 5. miejsce
- 2006 Europa Supershow - 7. miejsce
- 2007 Mr. Olympia - 5. miejsce
- 2007 Keystone Pro Classic - 1. miejsce
- 2007 New York Pro - 3. miejsce
- 2008 Mr. Olympia - 4. miejsce
- 2009 Mr. Olympia - 16. miejsce
- 2010 Mr. Olympia - 5. miejsce
- 2010 NY Pro - 3. miejsce
- 2011 Sheru Classic - 5. miejsce
- 2011 Mr. Olympia - 5. miejsce
- 2011 Australian Pro - 1. miejsce
- 2011 Arnold Classic - 2. miejsce
- 2011 Flex Pro - 4. miejsce
- 2012 EVLS Prague Pro - 1. miejsce
- 2012 Arnold Classic Europe 2012 - 2. miejsce
- 2012 Mr. Olympia - 6. miejsce
- 2012 Arnold Classic - 2. miejsce
- 2013 Arnold Classic Europe - 3. miejsce
- 2013 Mr. Olympia - 3. miejsce
- 2014 San Marino Pro - 2. miejsce
- 2014 EVLS Prague Pro - 1. miejsce
- 2014 Arnold Classic Europe - 1. miejsce
- 2014 Mr. Olympia - 4. miejsce
- 2014 Arnold Classic - 1. miejsce
- 2015 EVL's Prague Pro - 4. miejsce
- 2015 Mr. Olympia - 4. miejsce

## Osiągnięcia amatorskie
- 1999 NRW-Landesmeisterschaft (IFBB) - 4. miejsce
- 1999 Multipowerpokal (IFBB) - 4. miejsce
- 1999 Newcomer (IFBB) - 2. miejsce
- 2000 Internationale Deutsche Meisterschaft (IFBB) - 4. miejsce
- 2000 NRW-Landesmeisterschaft (IFBB) - 1. miejsce
- 2002 Belgium Grand Prix - 1. miejsce
- 2002 Mr. Universum (WPF) - Vicemistrz świata w wadze ciężkiej
- 2004 Deutsche Meisterschaft (Germering) (IFBB) - 2. miejsce
- 2004 NRW-Landesmeisterschaft (IFBB) - 1. miejsce
- 2005 IFBB World Champion
- 2005 WM-Qualifikation (IFBB) - 1. miejsce
- 2005 46 Deutsche Meisterschaft (IFBB) - 1. miejsce
- 2005 NRW-Landesmeisterschaft (IFBB) - 1. miejsce
- 2005 Int. Hessischer Heavyweight Champion-Pokal - 2. miejsce